# Polvere interstellare

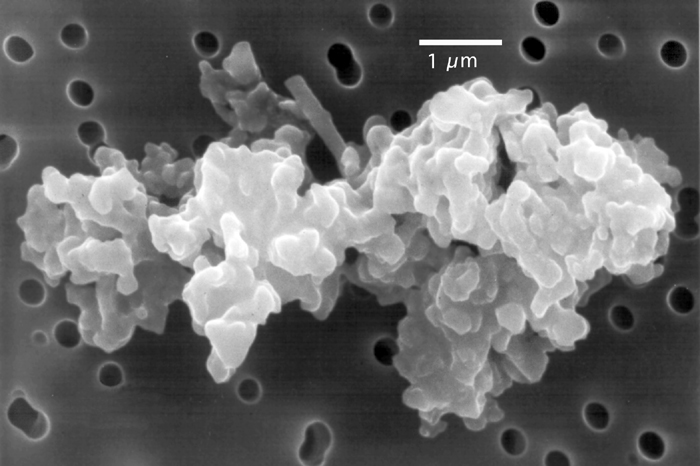
Immagine al microscopio elettronico di una particella di condrite porosa interplanetaria.

Con polvere interstellare si indica quel complesso di piccole particelle di materia che, assieme ai gas, è contenuto nel mezzo interstellare, lo spazio tra le stelle all'interno delle galassie. Per estensione, si indicano con tale nome anche le polveri contenute negli spazi interplanetari.
Questa polvere non è distribuita uniformemente ma forma vere e proprie nubi interstellari, più o meno dense. È composta prevalentemente da silicati, grafite e altri elementi del carbonio. Si ipotizza che la sua formazione sia dovuta all'esplosione di supernove o alla fusione nucleare delle stelle. Queste particelle interagiscono con la luce con l'assorbimento o con la riflessione.

## Storia
Ancora verso la fine del XIX secolo, una buona parte degli astronomi non riteneva che lo spazio interstellare fosse occupato da materia. Agli inizi del Novecento, invece, dapprima Johannes Franz Hartmann (1865-1936) e successivamente Edward Emerson Barnard (1857-1923) si accorsero della presenza di nubi di gas contenenti al loro interno una grande quantità di particelle polverose. Nel 1942 Bart Jan Bok formulò l'ipotesi che le polveri rappresentassero fasi preliminari delle protostelle. Grazie ai satelliti IRAS e ISO dal 1983 in poi è stato possibile scandagliare il cielo scavalcando l'ostacolo interposto dalla atmosfera.
Le indagini nello spettro hanno consentito di rilevare che pochi miliardi di anni dopo il big bang le galassie contenevano grossomodo la stessa quantità di polvere attuale.

## Caratteristiche
Le polveri sembrano essere gli elementi da cui si formano le stelle, in quanto grazie alla loro bassa temperatura e alla scarsa energia, sotto l'effetto della gravitazione, tendono ad addensare sempre più materia, fino a quando l'energia gravitazionale si converte in calore al punto da raggiungere valori di temperatura e densità particolari (dette critiche), che consentano all'idrogeno di fondersi in elio e alla fine di questi fenomeni e reazioni si ha la nascita di una stella.
Nella Via Lattea le nubi di polvere sono annidate lungo i margini interni dei bracci a spirale e la loro presenza riduce la luce stellare.
La percentuale di polvere nella materia interstellare oscilla fra l'uno e il due per cento, mentre il resto è costituito da gas; il dieci per cento della massa della galassia è costituito dalla materia interstellare.
Per quanto riguarda le dimensioni e le caratteristiche, gli studi svolti hanno rilevato che 
le particelle più grandi della polvere hanno le stesse dimensioni di quelle del fumo di sigaretta.
Si possono distinguere tre tipi di particelle costituenti la polvere interstellare :
- il primo tipo, che è anche quello più numeroso, dato che rappresenta l'ottanta per cento circa della massa interstellare della polvere, è costituito da particelle di forma granulare oblunga del diametro di 0,2 micrometri e di una lunghezza doppia; queste particelle hanno la prerogativa di bloccare la luce visibile. La composizione del grano è variegata, dato che è formato da un nucleo roccioso circondato da materiale organico e da ghiaccio;
- un altro dieci per cento della polvere interstellare è formato da una seconda categoria di polvere, più piccola, avente un diametro di 0,05 micrometri, probabilmente costituita da idrogeno e carbonacei e poco altro;
- un terzo tipo di polvere, ancora più piccola (0,002 micrometri di diametro) causa l'assorbimento nell'ultravioletto e costituisce un ultimo 10 per cento del totale.

Una delle ipotesi formulate dagli astronomi è che la polvere interstellare fosse assente ai primordi (15 miliardi di anni fa) e che solo 5 miliardi di anni dopo (quando si placò la tempesta di supernove), attorno alle giganti rosse si formarono particelle di silicati che si ghiacciarono per il freddo e si accumularono nelle nubi.
Le fasi della polvere si possono sintetizzare come segue:
- inizialmente, la polvere è tipicamente carbonacea, formata da un nucleo più un mantello e risiede nelle nubi dove il gas è rarefatto;
- quando la polvere entra in una nube gassosa, gli atomi e le molecole del gas vi aderiscono per formarvi un mantello ghiacciato;
- successivamente la radiazione ultravioletta altera il contenuto della polvere;
- quando la nube si contrae per divenire una stella la maggior parte della polvere si disperde, ma alcuni grani tendono ad accumularsi;
- infine le esplosioni delle supernove accelerano i grani, ne causano la parziale distruzione e i residui diventano carbonacei e il ciclo ricomincia.

### Ipotesi microbiche nella polvere interstellare
Recenti studi ipotizzano la possibilità che particelle microscopiche ed anche microorganismi possano essere trasportate insieme alla materia inorganica, sopravvivendo alle altissime velocità ed agli ambienti ostili.

### Interazioni con l'atmosfera
Secondo le ricerche di John Plane dell'Università di Leeds la quantità giornaliera di polvere cosmica che raggiunge la media atmosfera terrestre può variare tra le 5 e le 50 tonnellate. Le particelle raggiungono in genere l'atmosfera ad alta velocità e subiscono una significativo processo di ablazione, ed arricchiscono l'atmosfera di ioni e atomi metallici. Queste sostanze sono responsabili di varie reazioni chimiche e anche, dopo avere raggiunto la superficie planetaria, della fertilizzazione degli oceani, in particolare con ferro utilizzabile dai microorganismi marini.